# Rockwilder
Dana Stinson (ur. 2 lutego 1971 w Queens, Nowy Jork, znany na scenie muzycznej pod licznymi pseudonimami, między innymi jako Rockwilder, Rockwiler i Rottweiler) – amerykański raper i producent muzyczny, przedstawiciel East Coast hip-hop. Współpracował między innymi z takimi wykonawcami jak: Redman, Erick Sermon, Busta Rhymes, EPMD, Jay-Z, Xzibit, Nas, Ice Cube, Snoop Dogg, Prodigy i Organized Konfusion.
Założyciel wytwórni muzycznej Muzic Park Entertainment.

## Życiorys i kariera muzyczna
W 1994 roku zadebiutował na rynku fonograficznym jako współproducent maxi singla Mel-Lowa, „Blaze It Up”.
W latach 90. wyprodukował albumy Redmana (Muddy Waters, 1996), Ericka Sermona (Insomnia, 1996), Busty Rhymesa (When Disaster Strikes..., 1997), EPMD (Back in Business, 1997) i Organized Konfusion (The Equinox, 1997) stając się cenionym producentem East Coast hip-hopowym.
W 1999 roku wyprodukował utwór duetu Method Man & Redman, „Da Rockwilder”, uważany za klasyczny w kręgach rapowych. Kolejne jego produkcje to single: Do it Again Jay-Z 1999, „Oooh” De La Soul (2000), kilka piosenek z albumu All for You Janet Jackson i remiks piosenki „Bootylicious” zespołu Destiny’s Child (2001).
W 2001 roku wyprodukowana przez niego (razem z Missy Elliot) piosenka „Lady Marmalade” z filmu Moulin Rouge!, zaśpiewana wspólnie przez Christinę Aguilerę, Lil' Kim, Mýę i Pink zdobyła Nagrodę Grammy.
W 2008 roku w wywiadzie dla Movement TV powiedział, że znudził się obecnym stanem muzyki hip-hopowej i zamierza powrócić do swoich korzeni w kościele oraz do muzyki chrześcijańskiej. 

Wy wiecie, że nadal jestem tym, kim jestem, ale wiem, że moja uwaga i moja determinacja będą nakierowane na muzykę chrześcijańską. Lubię to przesłanie. Lubię tę muzykę. Lubię sposób, w jaki jest odbierana.

Jednocześnie nie odrzucił całkowicie możliwości kontynuowania współpracy z artystami świeckimi.
W ciągu swojej kariery wyprodukował piosenki takich artystów jak: Redman, Erick Sermon, Busta Rhymes, EPMD, Jay-Z, Xzibit, Nas, Ice Cube, Snoop Dogg, Prodigy i Organized Konfusion, Method Man, De La Soul, Janet Jackson, Destiny’s Child, Missy Elliott, Christina Aguilera, Lil' Kim, Mýa i Pink.